# Изобличител (списание)
„Изобличител“ (Khouzag) е арменско полумесечно списание, излизащо във Варна и Русе от 1 март 1897 до февруари 1898 г.
Списанието има социалдемократическа насока. В него се поместват преводи от Луи Бертран, Жан Жак Русо, Пиер Дъни и др. В първите четири броя отговорен редактор е Никола Д. Драгулев. Отпечатва се в печатница „Взаимност“ във Варна. След това списанието излиза в Русе. Отговорен редактор е Д. Коларов, издава го К. К. Мазманян и се печата в печатниците на Спиро Гулабчев, Д. М. Дробняк и Ст. Ив. Роглев в Русе.